# District de Veľký Krtíš
Le district de Veľký Krtíš est un des 79 districts de Slovaquie. il est situé dans la région de Banská Bystrica.

## Démographie

### Évolution de la population
| Année:               | 1994.  | 2004.   | 2014.   | 2024.   |
| -------------------- | ------ | ------- | ------- | ------- |
| Nombre de personnes: | 46 941 | 46 462  | 44 826  | 40 598  |
| Différence:          |        | -1,02 % | -3,52 % | -9,43 % |

| Année:               | 2023.  | 2024.   |
| -------------------- | ------ | ------- |
| Nombre de personnes: | 40 900 | 40 598  |
| Différence:          |        | -0,73 % |

## Liste des communes

### Villes
- Veľký Krtíš
- Modrý Kameň

### Villages
Balog nad Ipľom, Bátorová, Brusník, Bušince, Čebovce, Čelovce, Čeláre, Červeňany, Dačov Lom, Dolinka, Dolná Strehová, Dolné Plachtince, Dolné Strháre, Ďurkovce, Glabušovce, Horná Strehová, Horné Plachtince, Horné Strháre, Hrušov, Chrastince, Chrťany, Ipeľské Predmostie, Kamenné Kosihy, Kiarov, Kleňany, Koláre, Kosihovce, Kosihy nad Ipľom, Kováčovce, Lesenice, Ľuboriečka, Malá Čalomija, Malé Straciny, Malé Zlievce, Malý Krtíš, Muľa, Nenince, Nová Ves, Obeckov, Olováry, Opatovská Nová Ves, Opava, Pravica, Príbelce, Pôtor, Sečianky, Seľany, Senné, Sklabiná, Slovenské Kľačany, Slovenské Ďarmoty, Stredné Plachtince, Sucháň, Suché Brezovo, Širákov, Šuľa, Trebušovce, Veľká Čalomija, Veľká Ves nad Ipľom, Veľké Straciny, Veľké Zlievce, Veľký Lom, Vieska, Vinica, Vrbovka, Záhorce, Závada, Zombor, Želovce